# Diocèse de Weetebula
Le diocèse de Weetebula (en latin : Dioecesis Veetebulaensis) est une Église particulière de l'Église catholique en Indonésie, dont le siège est à Weetebula, une ville de la province des petites îles de la Sonde orientales.

## Histoire
La préfecture apostolique de Weetebula est érigée le 20 octobre 1959 par détachement du vicariat apostolique d'Endeh. Il est érigé en diocèse le 6 février 1969. Il est suffragant de l'archidiocèse de Kupang.

## Organisation
Le territoire du diocèse couvre l'ensemble de l'ile de Sumba et compte 24 paroisses dont la cathédrale du Saint-Esprit de Weetebula.

## Ordinaires du diocèse

### Préfet apostolique
- Gerhard J. Legeland, C.S.S.R. (1960-1969),

### Évêques
- Gerulfus Kherubim Pareira, S.V.D. (1985-2008),
- Edmund Woga, C.S.S.R. (2009- ),

## Source
- (en) Catholic-Hierarchy